# Nietsakjaure
Nietsakjaure är en sjö i Gällivare kommun i Lappland och ingår i Kalixälvens huvudavrinningsområde. Sjön är 6,6 meter djup, har en yta på 7,07 kvadratkilometer och befinner sig 424 meter över havet. Nietsakjaure ligger i Stubba Natura 2000-område. Sjön avvattnas av vattendraget Vassaraälven (Toresjåkkå).

## Delavrinningsområde
Nietsakjaure ingår i det delavrinningsområde (745441-169307) som SMHI kallar för Utloppet av Nietsakjaure. Medelhöjden är 454 meter över havet och ytan är 60,43 kvadratkilometer. Räknas de 6 avrinningsområdena uppströms in blir den ackumulerade arean 108,34 kvadratkilometer. Vassaraälven (Toresjåkkå) som avvattnar avrinningsområdet har biflödesordning 3, vilket innebär att vattnet flödar genom totalt 3 vattendrag innan det når havet efter 248 kilometer. Avrinningsområdet består mestadels av skog (41 procent) och sankmarker (45 procent). Avrinningsområdet har 7,53 kvadratkilometer vattenytor vilket ger det en sjöprocent på 12,5 procent.